# Gravipalpus
Gravipalpus is een geslacht van spinnen uit de familie hangmatspinnen (Linyphiidae). 

## Soorten
De volgende soorten zijn bij het geslacht ingedeeld:
- Gravipalpus callosus Millidge, 1991
- Gravipalpus crassus Millidge, 1991
- Gravipalpus standifer Miller, 2007